# Murina puta
Murina puta es una especie de murciélago de la familia Vespertilionidae.

## Distribución geográfica
Es endémica de Taiwán.